# Nabalus faberi
Nabalus faberi là một loài thực vật có hoa trong họ Cúc. Loài này được Hemsl. ex Hemsl. miêu tả khoa học đầu tiên năm 1888.